# Humalajärvi (sjö i Finland, Mellersta Finland)
Humalajärvi är en sjö i Finland. Den ligger i kommunen Toivakka i landskapet Mellersta Finland, i den södra delen av landet, 230 km norr om huvudstaden Helsingfors. Humalajärvi ligger 96,2 meter över havet. I omgivningarna runt Humalajärvi växer i huvudsak blandskog. Den är 6 meter djup. Arean är 1,23 kvadratkilometer och strandlinjen är 9,33 kilometer lång. Sjön  ingår i Kymmene älvs huvudavrinningsområde. 